# Beckeriella
Beckeriella is een geslacht van oevervliegen (Ephydridae). Samuel Wendell Williston beschreef het geslacht in 1897. Hij noemde de soort naar Theodor Becker (1840-1928), Amerikaans dipteroloog.
De meeste Beckeriella-soorten komen voor in de Amerikaanse tropen, het tropische gedeelte van het Neotropisch gebied. B. filipina was de eerste soort die elders werd aangetroffen, namelijk in de Filipijnen. B. fasciata en B. maculata werden ontdekt in Madagaskar, meer bepaald in het Nationaal park Marojejy.
Dit is tevens een van de weinige oevervliegengeslachten waarvan fossielen bekend zijn; die werden aangetroffen in barnsteen in de Dominicaanse Republiek.

## Soorten[4]
- Beckeriella bispinosa (Fabricius 1805) - typesoort. (oorspr. naam Scatophaga bispinosa)
- Beckeriella clypeata Lizarralde de Grosso, 1986
- Beckeriella fasciata Mathis & Grimaldi, 2000
- Beckeriella filipina Lizarralde de Grosso, 1994
- Beckeriella gigas Lizarralde de Grosso, 1986
- Beckeriella longiventris Lizarralde de Grosso, 1991
- Beckeriella maculata Mathis & Grimaldi, 2000
- Beckeriella magnicornis Cresson, 1934
- Beckeriella paragigas Lizarralde de Grosso, 1991
- Beckeriella parapendicornis Lizarralde de Grosso, 1992
- Beckeriella pendicornis Cresson, 1934
- Beckeriella pseudoclypeata Lizarralde de Grosso, 1991
- Beckeriella schildi Cresson, 1934
- Beckeriella wirthi Lizarralde de Grosso, 1998